# Wszechświat w skorupce orzecha
Wszechświat w skorupce orzecha (ang. The Universe in a Nutshell) – popularnonaukowa książka autorstwa Stephena Hawkinga wydana w roku 2001. Książka ta jest kolejną częścią Krótkiej historii czasu. Autor omawia w niej zagadnienia, którymi zajmował się od czasu wydania poprzedniczki, w sposób (jak sam twierdzi) łatwy i przystępny nawet dla laika w dziedzinie fizyki teoretycznej.
Wszechświat w skorupce orzecha został pozytywnie oceniony m.in. przez: „Sunday Times”. „New York Times” oraz „Time Magazine”.

## Rozdziały
- Rozdział 1: Krótka historia teorii względności
- Rozdział 2: Kształt czasu
- Rozdział 3: Wszechświat w skorupce orzecha
- Rozdział 4: Przewidywanie przyszłości
- Rozdział 5: Ochrona przyszłości
- Rozdział 6: Przyszłość? Czy będziemy podróżować w kosmosie?
- Rozdział 7: Nowy świat bran